# Maidana pallidiplaga
Maidana pallidiplaga är en fjärilsart som beskrevs av W. Warren 1899. Maidana pallidiplaga ingår i släktet Maidana och familjen mätare. Inga underarter finns listade i Catalogue of Life.